# Faunis aerope
Faunis aerope är en fjärilsart som beskrevs av John Henry Leech 1890. Faunis aerope ingår i släktet Faunis och familjen praktfjärilar. Inga underarter finns listade i Catalogue of Life.